# Champagne Castle
Lo Champagne Castle è una montagna nella catena montuosa dei Monte dei Draghi, nell'Africa Meridionale, ed è la seconda vetta più alta del Sudafrica. Ha una serie di vette sussidiarie tra cui il Cathkin Peak (3149 m), lo Sterkhorn (prima chiamato Monte Memory), il Monk's Cowl e il Dragon' Back.
Si dice che due intrepidi scalatori, David Gray e Major Grantham, quando scalarono la vetta erano in procinto di festeggiare la lunga scalata stappando una bottiglia di Champagne. Il destino volle che la loro guida facesse cadere la bottiglia, la quale si frantumò su una roccia e da quel momento la vetta nel cuore della catena montuosa fu battezzata Champagne Castle.
Dopo il soggiorno di Stephan Snyman, il quale chiamò la sua casa Cathkin come una collina presso Glasgow, la vetta prese il nome di Cathkin.